# Вовкодаєве
Вовкода́єве — село в Україні, у Новоайдарській селищній громаді Щастинського району Луганської області. Населення становить 579 осіб. З 24 лютого 2022 року контролюється окупаційною адміністрацією Російської Федерації в окупованих районах Луганської області.

## Історія

### Російська імперія
Село засноване у 1749 році. Першим поселенцем був чоловік на прізвище Вовкодав, на честь якого село названо. За іншими даними, раніше село називалося Журавка. На 1830 село було відомо як Вовкодавова слобода. На Трьохверстній військовій топографічній карті Російської імперії 1875 село позначено як Вовкодавова (Журавка). Населений пункт входив до Колядівської волості Старобільського повіту Харківської губернії.
До 1840 року в селі налічувалося близько 230 дворів, працював магазин, 30 вітряків, олійниця і кузня. Жителі займалися землеробством та тваринництвом.
На кошти громади у 1818 році було збудовано кам'яний однопрестольний храм на честь святого † Миколая Чудотворця. З 1830-х по 1850 роки кількість парафіян зросла з 1168 до 1423 осіб. Під час епідемії холери 1831 року у селі загинуло 8 осіб, а 1848 року – 10 осіб. На 1904 рік при церкві було 49,5 десятини орної та сіножаті землі. Парафіянами на цей момент були 1064 жінок і 1077 чоловіків. Причтовий капітал налічував 500 рублів. При храмі вважалися священик і псаломщик. Священик проживав у громадському будинку, а псаломник – у власному. При храмі діяла церковно-парафіяльна школа.
Церковним старостою з 1882 року був селянин Петро Скубко. З 1891 року настоятелем храму був Митрофан Таранський, який також був завідувачем церковноприходської школи. Таранський володів трьома будинками в Старобільську, які здавав в оренду, а проживав у Волкодаєві в будинку на 10 кімнат. У його розпорядженні було 56 десятин землі, де працювало 2 постійних та 20-30 сезонних працівників. У 1910 році коштом священика Таранського була реконструйована церква, а через чотири роки — перебудована. Тоді до неї були додані два куполи та дзвіниці з п'ятьма дзвонами. Основний дзвін важив близько 600 кілограм.

### Радянський період
Під час Червоного терору 1920 року загін отамана Леоніда Терезова вбив у селі Вовкодаєве 13 продармійців.
1929 року в селі відбувся мітинг з нагоди 12-ї річниці Жовтневої революції, на якому присутні зажадали закрити Миколаївську церкву. Місцеві активісти забрали у віруючих ключі від храму, де розбили ікони та встановили над дзвіницею червоний прапор. Оскільки в цей час центральна влада підтримувала стосунки з Українською автокефальною православною синодальною церквою, то дозвіл на закриття храму у Вовкодаєві не було надано.
З 1929 року у селі працює колгосп імені Паризької комуни, який очолював І. І. Овчаренко.
У 1932 році церква була закрита і надалі використовувалася як склад зерна. В 1937 купол і дзвіниця храму були розібрані, а з отриманого матеріалу в селі Євсуг була побудована школа. На тлі гонінь на церкву настоятель храму Митрофан Таранський переїхав до Ворошиловграда. За звинуваченням у видачі білогвардійцям голови сільради І. Шана, співпраці з антибільшовицькими загонами отамана Івана Каменюки, організації повстання у Вовкодаєві у 1920 році та опорі колективізації 27 жовтня 1937 року його було затримано, а 4 листопада того ж року  — розстріляно.
У 1932–1933 роках село Вовкодаєве постраждало від голодомору, який був спричинений сталінізмом. У книзі «Врятована пам′ять. Голодомор 1932-33 років на Луганщині: свідчення очевидців» містяться спогади місцевої мешканки Бондар Марини Єфремівни (1924 року народження), яка описує ті події так:

| «…Люди вмирали з голоду, їсти нічого було. Городи не садили, то[го]шо люди слабі були, картоплю не міг ніхто посадить її для себе, і так же і жили, одне по одному. А вже як картопля стала, тоді вже люди менше мерли. А тоді людей багато з голоду померло, багато…»[1] |
До початку Великої Вітчизняної війни у селі проживало близько тисячі людей, з яких 460 – працездатних. Навесні 1942 року багато жителів були призвані до лав радянської армії. У червні 1942 року село було окуповане німецькими військами, аж до 20 січня 1943 року. Після закінчення війни в село повернулися 84 особи, тоді як 126 людей загинуло.
У 1950 році колгосп став називатися імені Сталіна, а пізніше іменувався як «Комуніст» та «Світанок». З 1953 до 1987 року головою колгоспу працював Григорій Панасович Вакуленко. За цей час у селі з'явилося радіомовлення та електроенергія, було збудовано дорогу з асфальтовим покриттям, двоповерхову школу зі спортивним залом, сільський клуб на 250 місць, їдальню, дитячий садок, три магазини та лазню. Деякий час працювала гончарна артіль. За свою діяльність Вакуленко був нагороджений орденом Леніна та медаллю «За трудову доблесть».
Станом на 1973 рік село входило до складу Колядівської сільської ради (центр – село Колядівка) Новоайдарського району Луганської області.

### Після проголошення незалежності України
Після реорганізації колгоспу 2000 року на його місці виникли два підприємства — СВК «Світанок» та «Промінь». Працівниками «Світанку» стало 207 осіб, а «Промінь» - 94 особи. Через п'ять років підприємства припинили свою діяльність. Частина землі була розпайована і деякі жителі зайнялися індивідуальною обробкою власної землі, а частина селян перейшла до ЗАТ «Агротон». 2013 року на «Агротоні» було 415 корів, з яких 213 — дійних.
4 травня 2001 року покинуту будівлю Микільського храму було передано громаді УПЦ КП. Настоятелем став священик Андрій Чуй.
11 травня 2014 року у селі пройшов референдум про самовизначення Луганської Народної Республіки. Який врешті провалився та усіх прихильників було підведено під судове розслідування.
З початком війни на сході України село Вовкодаєве увійшло до списку населених пунктів, біля яких здійснюється антитерористична операція.
У ході процесу об'єднання (укрупнення) районів України в рамках адміністративно-територіальної реформи 2020 року Вовкодаєве, як частина Новоайдарської територіальної громади, увійшло до Щастинського району.

## Додаткові зображення

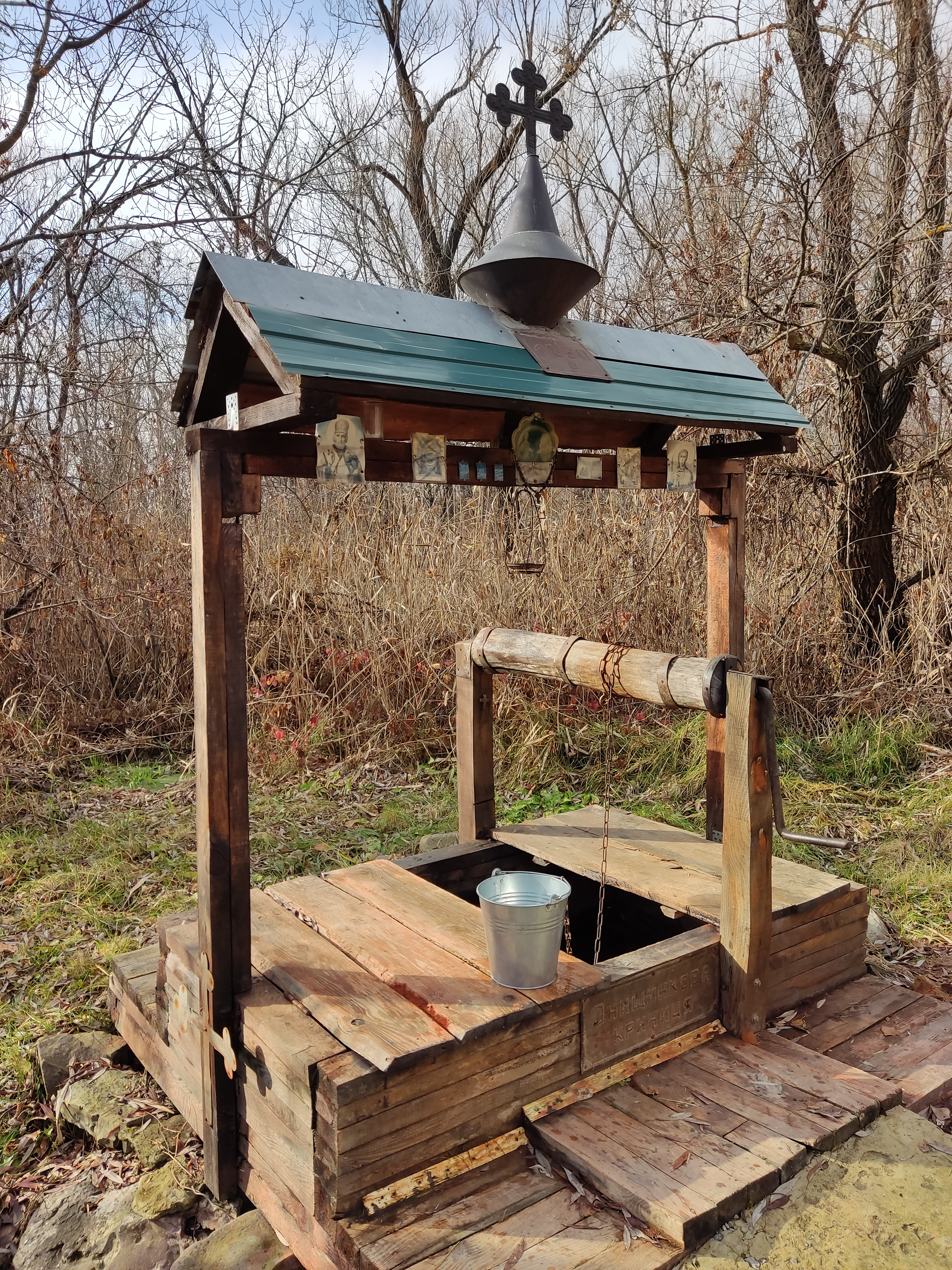
Онищинкова криниця
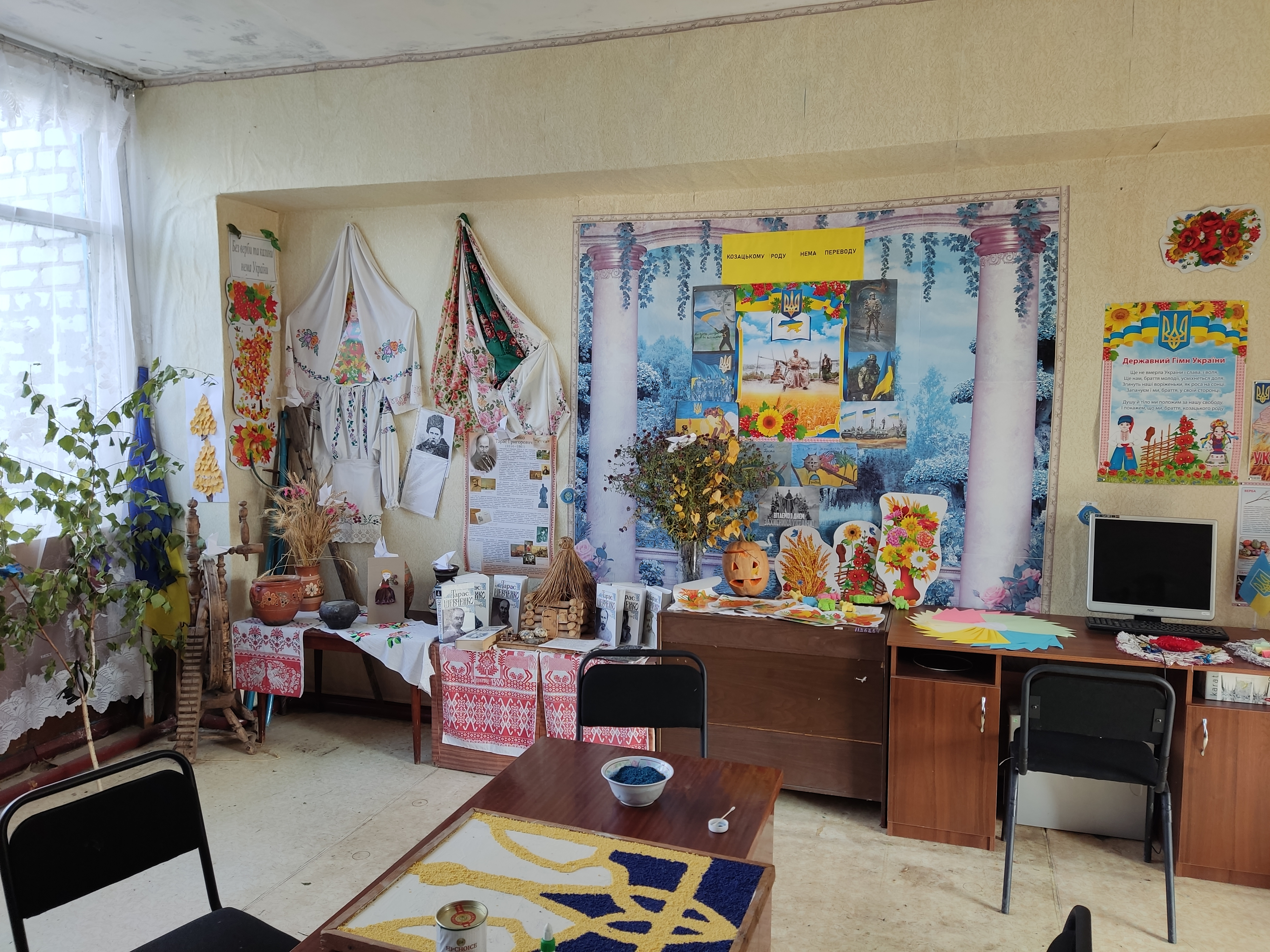
Вовкодаївський будинок культури
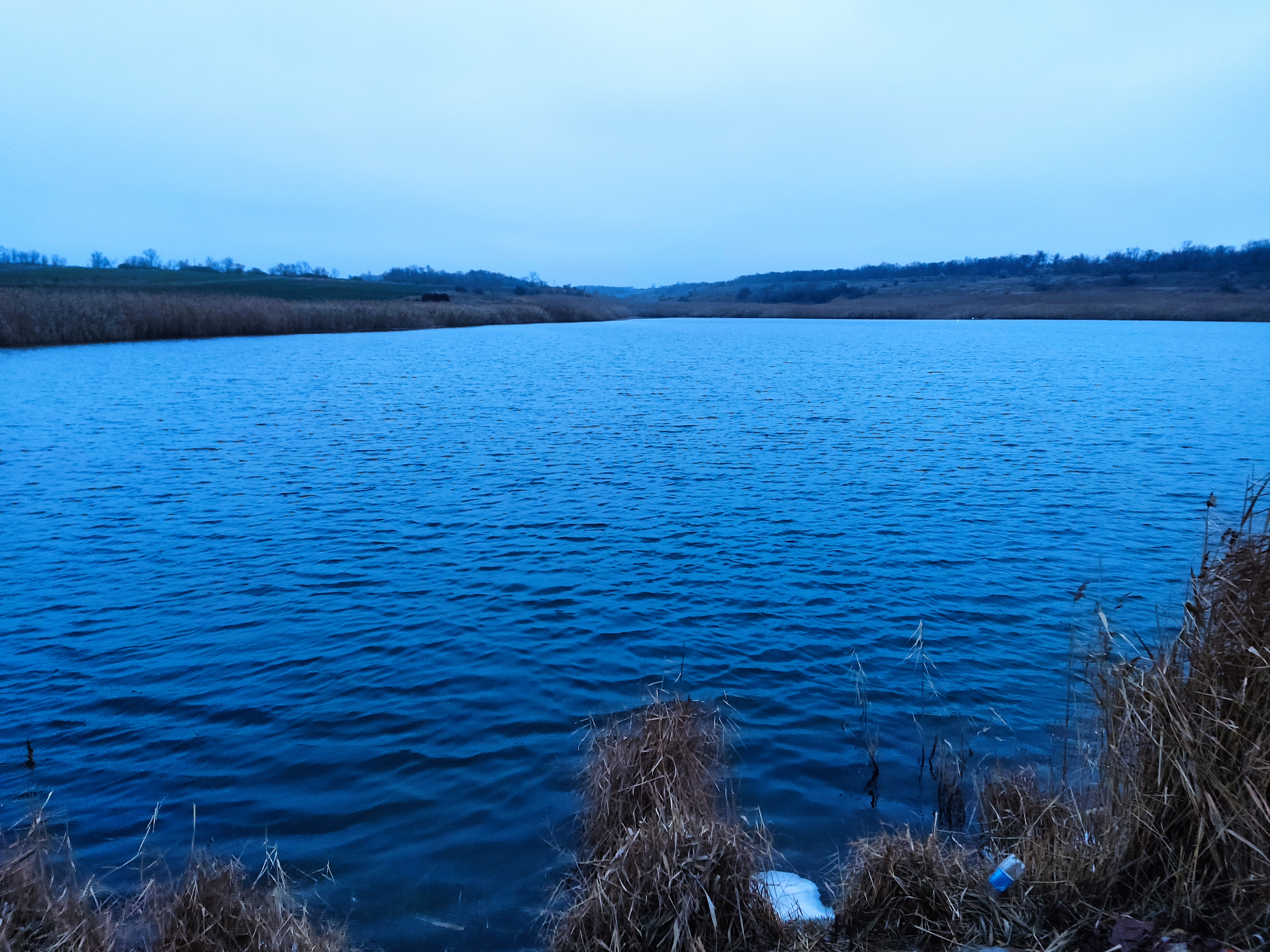
Центральний ставок
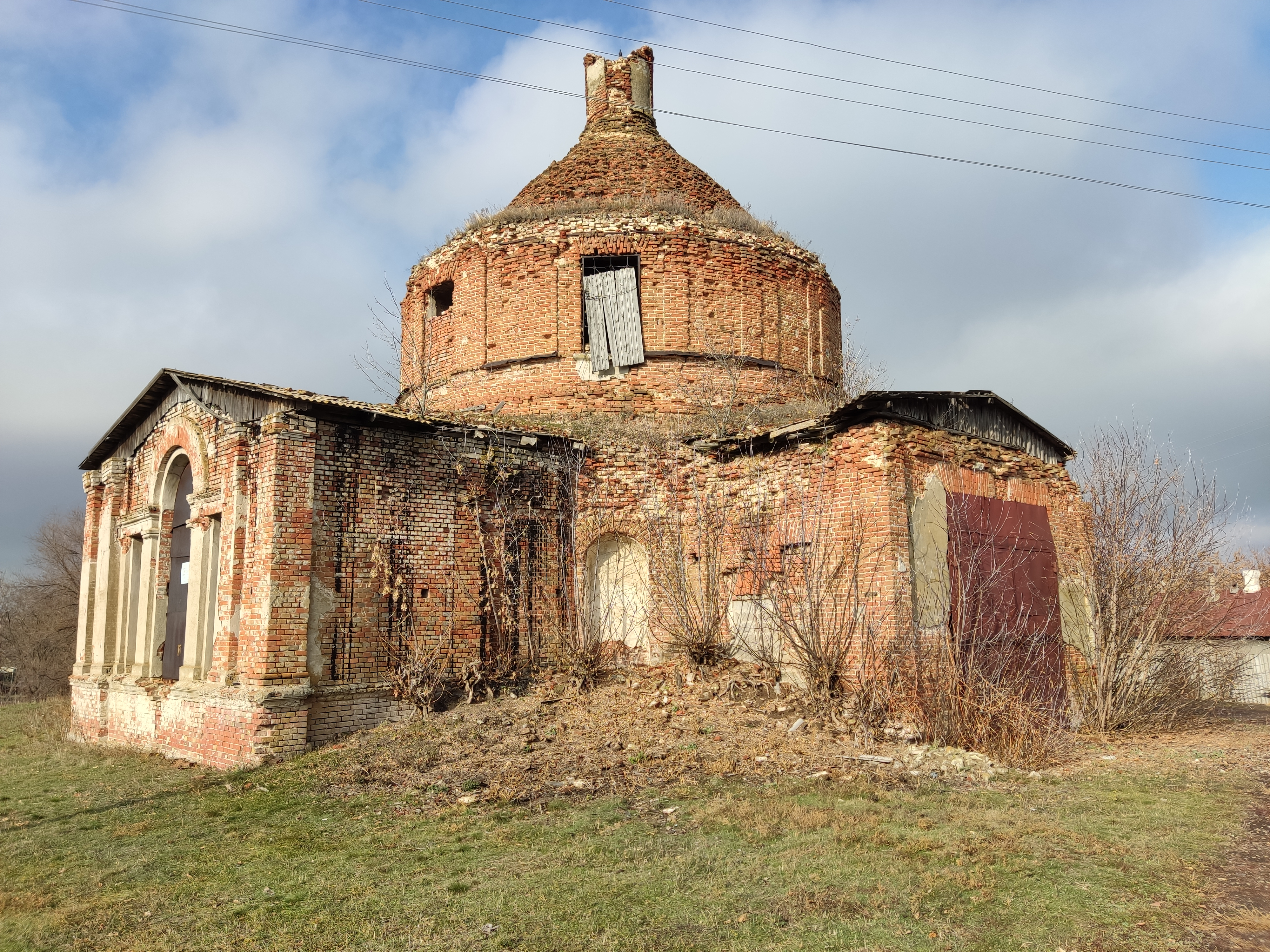
Руїни УАПЦ св. Миколая Чудотворця
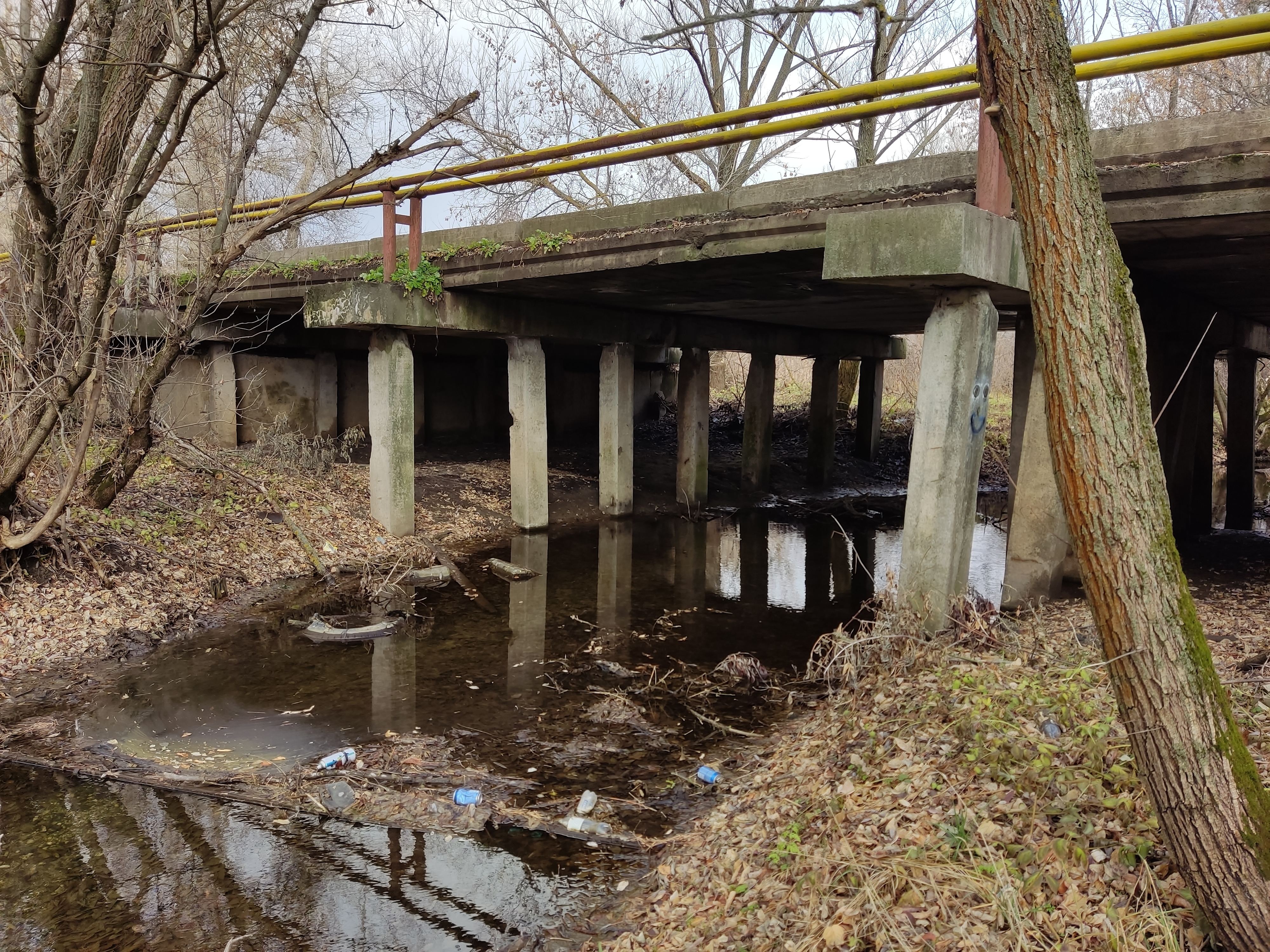
р. Журавка
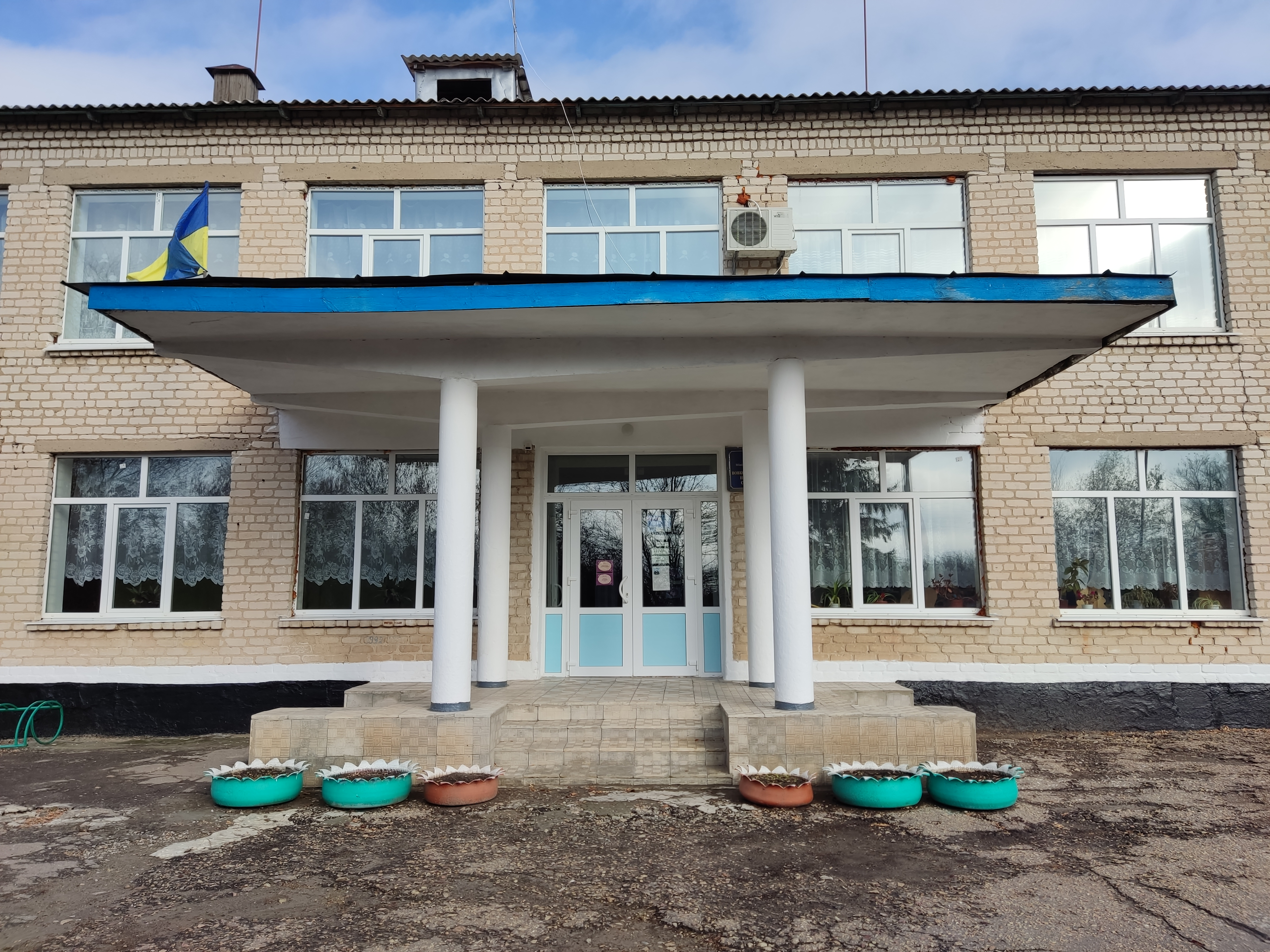
Вовкодаївська гімназія
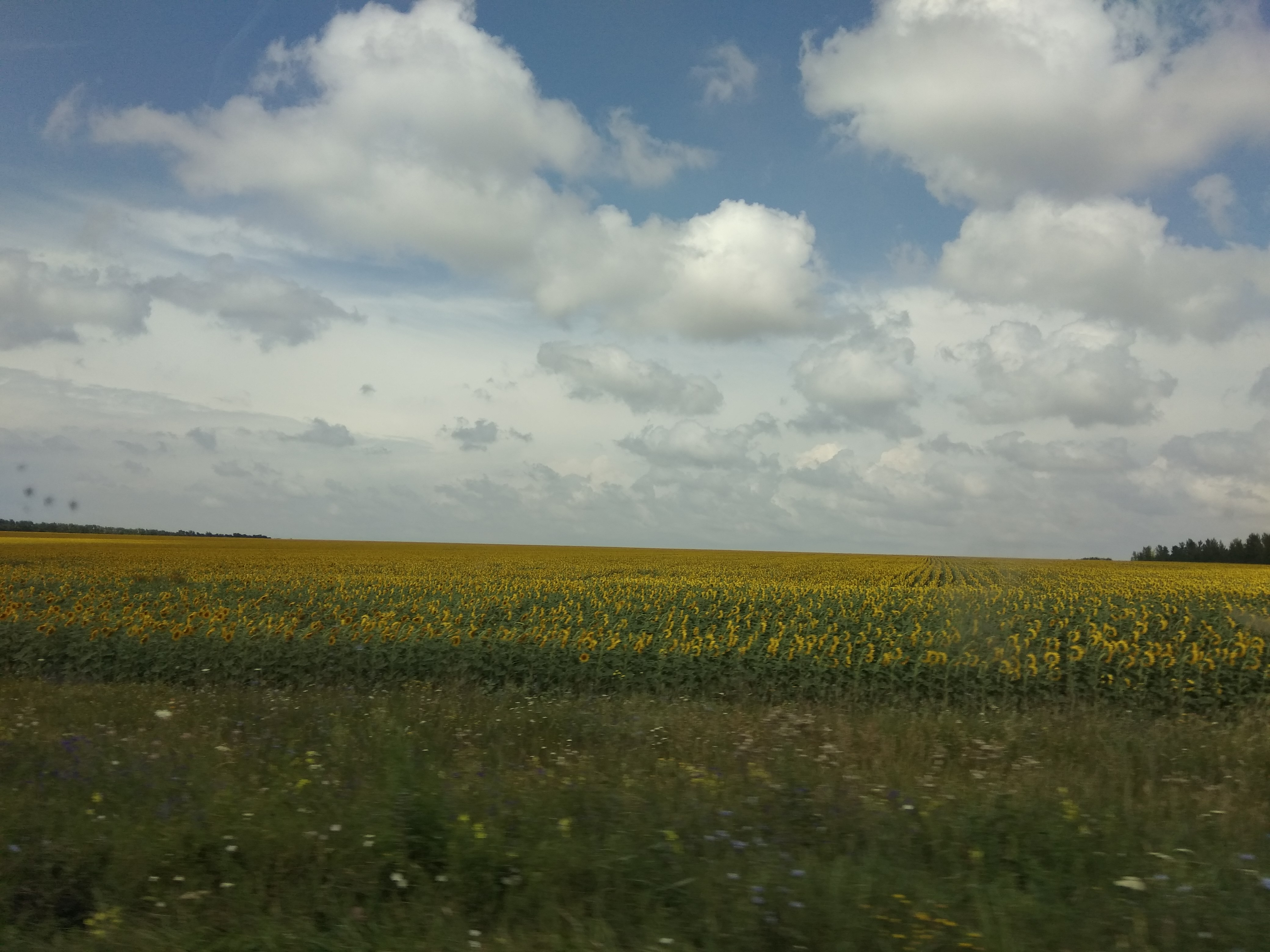
Агрокультури села
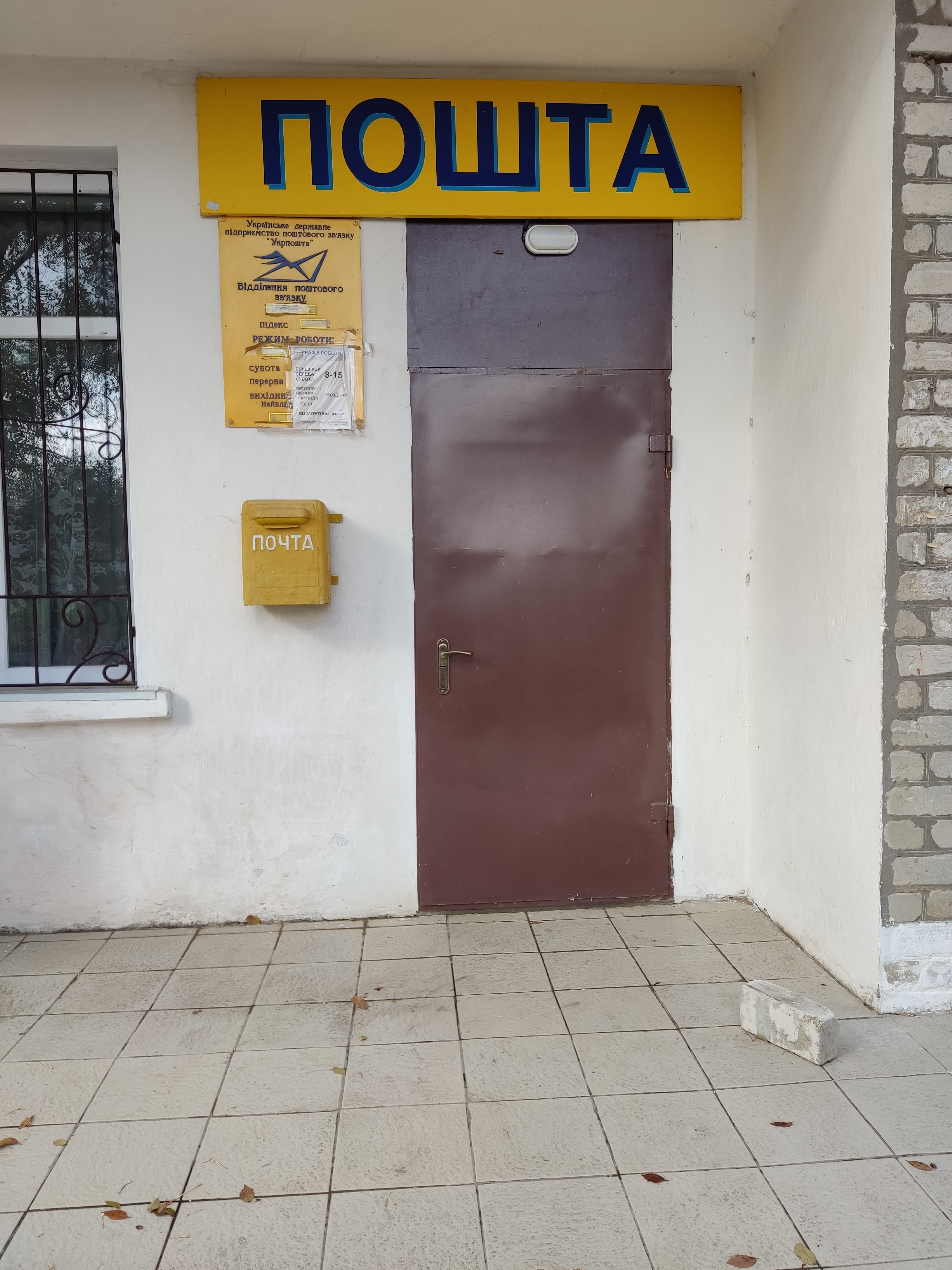
Відділення "Укрпошти" 93521
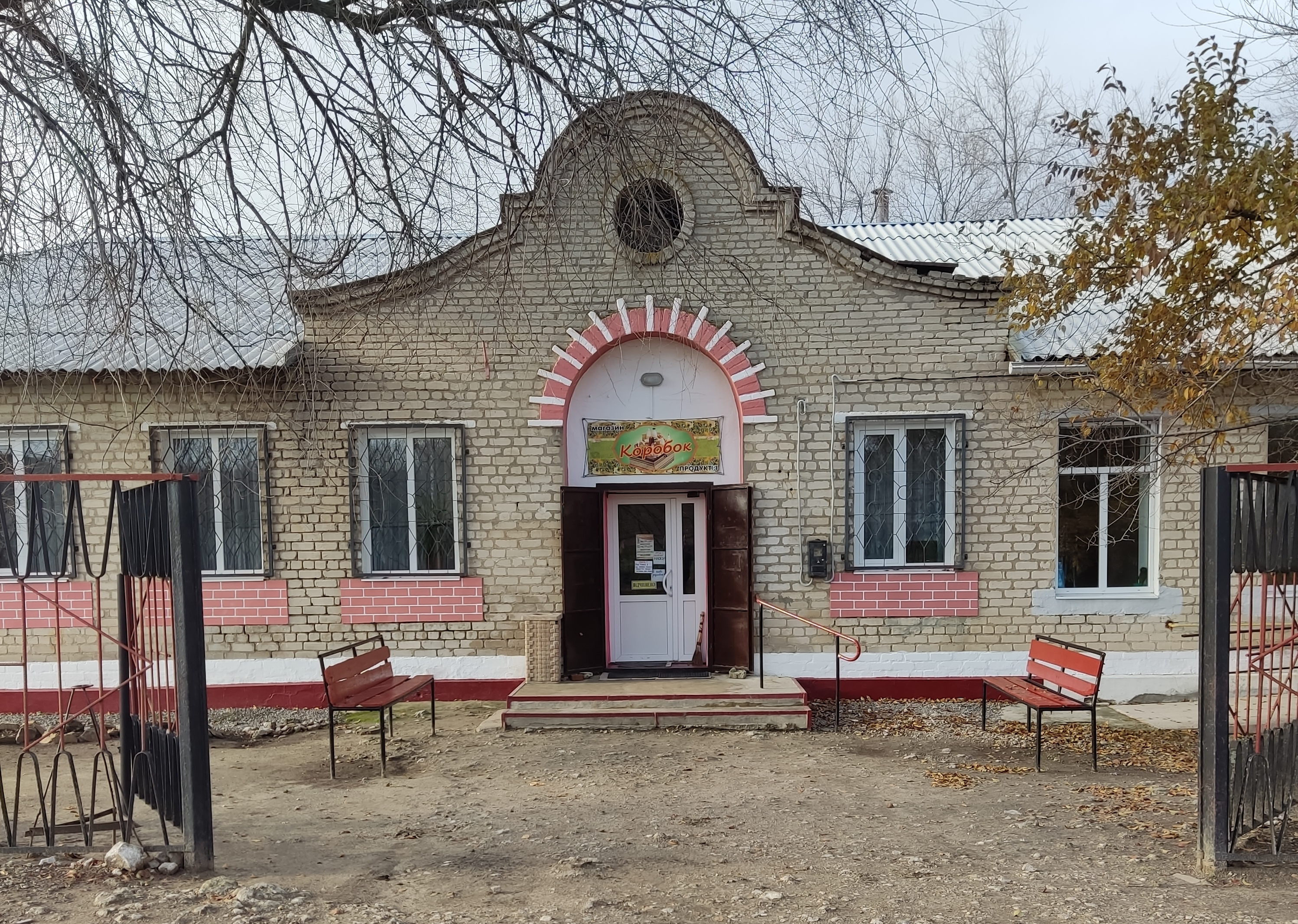
Сільський магазин
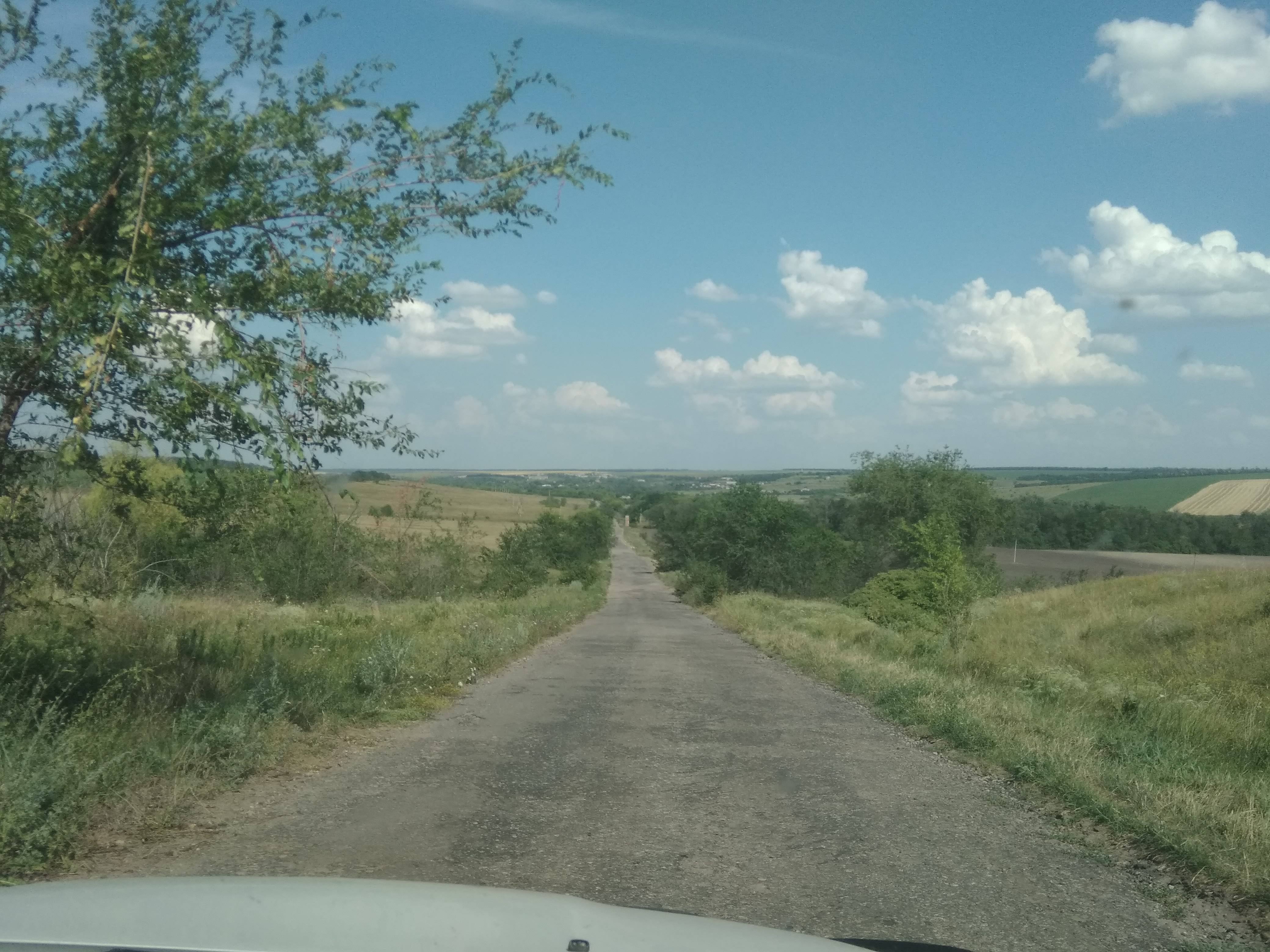
Мальовничі краєвиди с.Вовкодаєве

## Населення
• 1885 - 1633 чоловік.
• 1914 - 2558 чоловік.
• 1989 рік - 601 людина.
• 2001 рік - 579 осіб (з них 88,43% відзначили рідною українську мову, а 11,57% - російську).
• 2017 рік – 530 осіб та 90 осіб – тимчасово переміщених осіб із зони проведення АТО.
• 2018 - 441 людина.

## Також
• Перелік населених пунктів, що постраждали від Голодомору 1932-1933, Луганська область